# Revelación
El término revelación aparece frecuentemente en el contexto religioso y místico para referirse al acceso a una verdad secreta u oculta, frecuentemente manifestada a algunos individuos por una entidad sobrenatural y descomunal.
Lo revelado es, por tanto, lo dicho o dado a entender, generalmente por parte de una divinidad o ser sobrenatural, sobre otra cosa de la cual no se tenía conocimiento previo y que se considera verdad por los que participan de ella, constituyendo parte central de su vivencia religiosa.

## Religiones
En el contexto religioso el concepto de revelación aparece en:
- El hinduismo llama Śruti al conjunto de textos revelados, en contraposición a los textos escritos a partir de la tradición (Smṛti).
- La Revelación divina para el judaísmo, el cristianismo y el islam.
- El Libro de la Revelación (libros de la Biblia), comúnmente conocido como Apocalipsis.

Muchas religiones consideran algunos de sus dogmas y partes indiscutibles de su doctrina como verdades reveladas; de esa manera las religiones tradicionales pueden conservar preceptos de la crítica racionalista, lo cual tiende a la inmutabilidad del núcleo doctrinario. En ese sentido, la noción de revelación se opone a la noción científica de conocimiento adquirido mediante un esfuerzo deliberado.